# Dienzenhoferovy sady
Dienzenhoferovy sady jsou prostor veřejné zeleně na levobřežním předmostí Jiráskova mostu v Praze, Smíchově. Jsou ohraničeny ulicemi V Botanice, Matoušova a Zborovská. Plocha parku je 0,6 ha a leží v nadmořské výšce 192 metrů. Park je veřejně přístupný bez omezení. Jednou z hlavních dominant sadů je asi 20 metrů vysoký dub letní s obvodem kmene přes 3,75 metru (v roce 2019), který byl 26. ledna 2005 prohlášen památným stromem (s účinností od 17. 2. 2005).

## Historie
Dienzenhoferovy sady nesou jméno význačného českého barokního architekta Kiliána Ignáce Dientzenhofera, který v těchto místech postavil v roce 1735 barokní pavilon - řádový dispenzář jezuitů (kvůli stavbě Jiráskova mostu byl stržen). 
Zahrada se stala majetkem malostranských jezuitů. Po zrušení jezuitského řádu v roce 1773 byla zahrada majetkem studijního fondu. Poté byla přeměněna na botanickou zahradu, kterou zde nechala v roce 1775 vybudovat Marie Terezie.

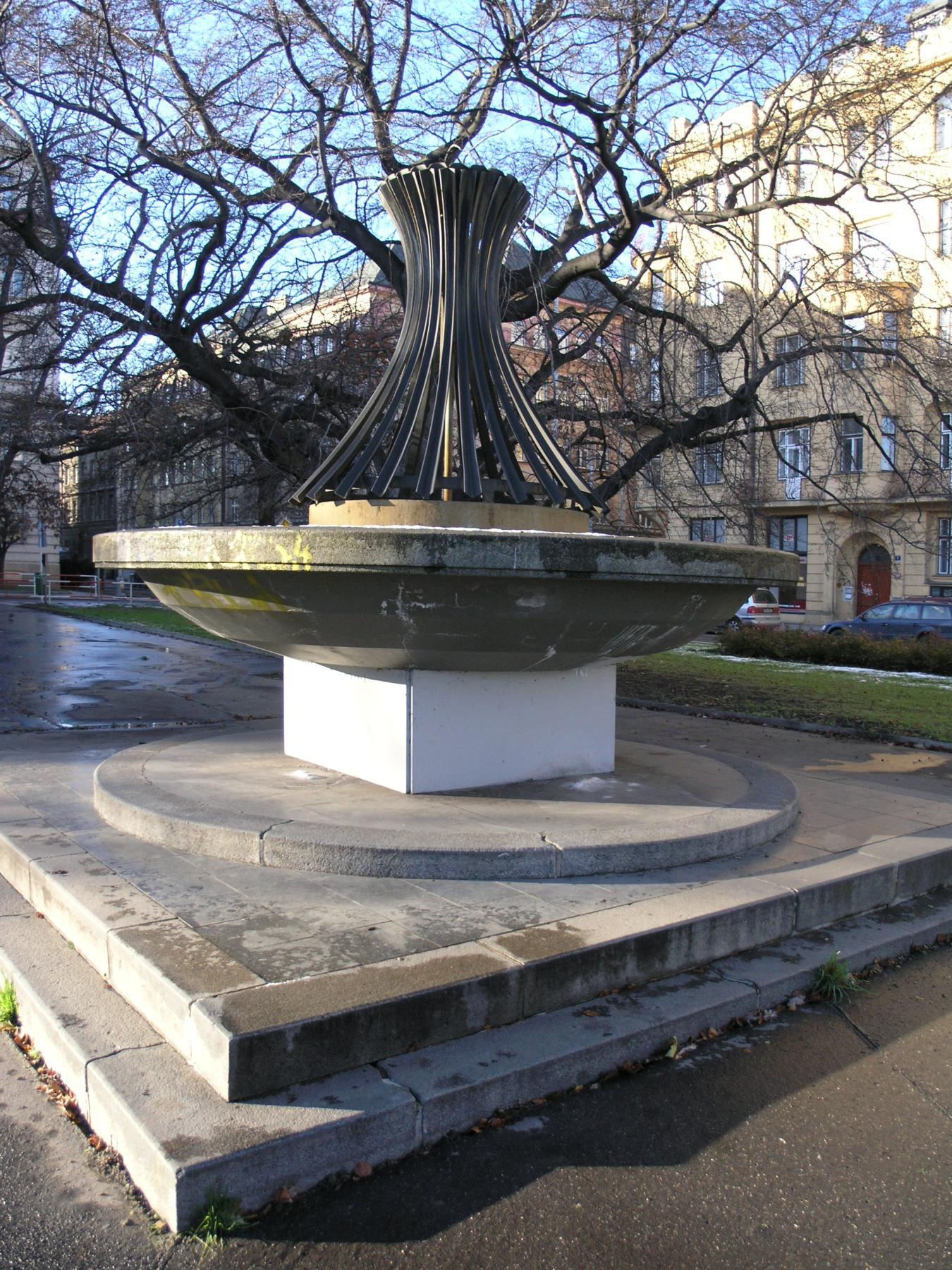
Fontána

První ředitel Josef Mikan zde nechal postavit nové skleníky a ochrannou zeď proti povodním. Roku 1835 byla rozšířena o sousední Stefskou (Kounickou) zahradu. Uprostřed zahrady byl založen anglický park, zakončený Dienzhoferovým pavilonem. Zahrada v blízkosti Vltavy byla často zaplavována, ale patřila k nejbohatším ve střední Evropě. Po rozdělení univerzity na českou a německou část v roce 1882 byla zahrada přidělena německé části. Česká část zůstala bez botanické zahrady až do roku 1898, kdy byla zřízena nová botanická zahrada na druhém břehu Vltavy v ulici Na Slupi, kde je dnes Botanická zahrada Univerzity Karlovy. V roce 1899 započala parcelace v severní části území, kvůli kterému byla původní botanická zahrada zrušena. V místech staré zahrady vzniklo tzv. Ferdinandovo nábřeží s činžovními domy a Ferdinandovým sadem. Roku 1920 byl park přejmenován na Dienzenhoferovy sady podle zde stojícího letohrádku. Letohrádek samotný byl v té době již znehodnocen výstavbou nábřežní zdi.
Současná podoba Dienzenhoferových sadů pochází z roku 1929 podle projektu Vlastislava Hofmana, z doby stavby Jiráskova mostu. Do parku byla v tom roce umístěna socha Jaro od sochaře Ladislava Beneše. V souvislosti s výstavbou Jiráskova mostu se uvažovalo o přemístění letohrádku asi o 150 metrů proti proudu Vltavy. Nakonec se rozhodlo pro jeho demolici. Další dominantou sadů, kromě památného dubu, je moderní fontána ve tvaru cívky, zrekonstruovaná koncem 20. století.